# Phytelephas aequatorialis
Palmier à ivoire
Espèce
Statut de conservation UICN

 NT  : Quasi menacé
Le Palmier à ivoire (Phytelephas aequatorialis) est une espèce de plantes de la famille des Arecaceae (les palmiers) originaire d'Équateur, du genre Phytelephas.

## Description
C'est un palmier dioïque aux grandes palmes paripennées qui forme au sein de la forêt pluviale des bosquets dans les vallées humides et le long des rivières.
Ses fruits qu'il commence à produire au bout d'une quinzaine d'années contiennent un albumen qui, lorsqu'il durcit, forme l'ivoire végétal.
La graine fait 3 par 6 cm de section triangulaire arrondie.

## Utilisation par l'homme
L'albumen produit a plusieurs utilisations. Frais il est à l'état liquide et constitue une boisson désaltérante. Lorsqu'il devient corné il se transforme en une substance dure qui pendant près d'un siècle a été utilisée pour la fabrication des boutons. Remplacé aujourd'hui par divers plastiques, il reste une matière première pour l'artisanat d'art et la bijouterie.
L'ivoire végétal est vendu sous le nom de Tagua ou Corozo.